# Super Bowl LII
Der Super Bowl LII war der 52. Super Bowl, das Endspiel der Saison 2017 der National Football League (NFL) im American Football. Das Spiel zwischen dem AFC-Champion New England Patriots und dem NFC-Champion Philadelphia Eagles wurde am 4. Februar 2018 um 17:30 Uhr Ortszeit (5. Februar, 0:30 Uhr MEZ) im U.S. Bank Stadium in Minneapolis ausgetragen, welches 2016 eröffnet wurde. Nach dem Super Bowl XXVI von 1992 fand somit zum zweiten Mal ein Super Bowl in Minneapolis statt.
Die Philadelphia Eagles gewannen das Spiel mit 41:33 und somit ihren ersten Super Bowl. Der Quarterback der Philadelphia Eagles, Nick Foles, wurde zum Super Bowl MVP gewählt.

## Austragungsort
Für die Austragung des Super Bowls LII hatten sich drei Stadien beworben:
- U.S. Bank Stadium in Minneapolis – Heimstadion der Minnesota Vikings
- Lucas Oil Stadium in Indianapolis – Heimstadion der Indianapolis Colts
- Mercedes-Benz Superdome in New Orleans – Heimstadion der New Orleans Saints

Das Auswahlverfahren fand am 20. Mai 2014 statt. Das Lucas Oil Stadium fiel bereits in der zweiten Auswahlrunde aus dem Rennen. Im direkten Duell überzeugte das Stadion der Minnesota Vikings in der vierten Auswahlrunde und wurde als Austragungsort für den Super Bowl ausgewählt.

## Weg zum Super Bowl
Mit den Philadelphia Eagles (Meister der NFC) und den New England Patriots (Meister der AFC) setzten sich jene Teams durch, die in ihren Conferences nach der Regular Season mit jeweils 13:3 Siegen in den Play-offs an Nummer 1 gesetzt waren. Für die Eagles, die noch nie den Super Bowl gewonnen hatten, bedeutete der Einzug in den Super Bowl LII die insgesamt dritte Endspielteilnahme. Die New England Patriots nahmen zum insgesamt zehnten Mal am Super Bowl teil, nachdem sie den letztjährigen Super Bowl LI gewonnen hatten. Es war das zweite Aufeinandertreffen beider Teams in einem Super Bowl. Das erste Aufeinandertreffen, 13 Jahre zuvor beim Super Bowl XXXIX, gewannen die Patriots mit 24:21.

### Philadelphia Eagles
| NFC East            |    |    |   |       |     |     |       |     |      |       |
| Team                | S  | N  | U | SQ    | P+  | P−  | Diff. | DIV | CONF | Serie |
| Philadelphia Eagles | 13 | 3  | 0 | 0,813 | 457 | 295 | +162  | 5–1 | 10–2 | 1N    |
| Dallas Cowboys      | 9  | 7  | 0 | 0,563 | 354 | 332 | +22   | 5–1 | 7–5  | 1S    |
| Washington Redskins | 7  | 9  | 0 | 0,438 | 342 | 388 | −46   | 1–5 | 5–7  | 1N    |
| New York Giants     | 3  | 13 | 0 | 0,188 | 246 | 388 | −142  | 1–5 | 1–11 | 1S    |

Die Philadelphia Eagles von Coach Doug Pederson standen nach der Regular Season mit einer Bilanz von 13:3 auf Platz 1 der NFC-Setzliste. Das zweite Jahr unter dem Trainer Doug Pederson war eine deutliche Verbesserung zur vorherigen Saison, mit einer Saisonbilanz von 7:9. Das Team erzielte während der Regular Season 457 Punkte (drittbester Wert der Liga) und ließ nur 295 Punkte zu (viertbester Wert der Liga).
Die Offensive wurde von Pro-Bowl-Quarterback Carson Wentz angeführt. In Woche 14 der Regular Season zog sich Wentz jedoch einen Kreuzbandriss am Knie zu und konnte den Rest der Saison nicht mehr spielen. Bis dahin zeigte er überragende Leistungen, warf 33 Touchdowns bei 3.296 Yards mit nur 7 Interceptions und erzielte ein Quarterback Rating von 101,9. Der Backup-Quarterback Nick Foles, der bereits zwischen 2012 und 2014 bei den Eagles spielte und seit 2017 wieder bei den Eagles unter Vertrag steht, übernahm für Wentz und führte das Team zu drei Siegen. Die Eagles verloren das für sie bedeutungslose letzte Spiel der Regular Season gegen die Dallas Cowboys mit 6:0, da das Team schon zuvor als Sieger der NFC feststand. Haupt-Anspielstation für beide Quarterbacks war Pro-Bowl-Tight-End Zach Ertz, der 74 Pässe für 824 Yards und 8 Touchdowns fing. Weitere wichtige Aspekte des erfolgreichen Passspiels der Eagles waren zwei neue Wide Receiver, die als Free Agent geholt wurden: Alshon Jeffery fing 57 Pässe für 789 Yards und 9 Touchdowns sowie Torrey Smith, der 36 Pässe für 430 Yards und 2 Touchdowns fing. Derweil erlebte Nelson Agholor die beste Saison seiner Karriere mit 62 gefangenen Pässen für 768 Yards und 8 Touchdowns. Das Laufspiel der Eagles profitierte auch von zwei neuen Runningbacks: LeGarrette Blount und Jay Ajayi. Blount, der mit den Patriots bereits zwei Mal den Super Bowl gewann, erzielte im Laufspiel 776 Yards und zwei Touchdowns, während Ajayi, der kurz vor Ende der Trade Deadline von den Miami Dolphins getradet wurde, für die Eagles 408 Yards im Laufspiel und ein Touchdown erzielte. Die Eagles hatten auch eine hervorragende Offensive Line, geführt von Pro-Bowl-Tackle Lane Johnson und Pro-Bowl-Guard Brandon Brooks.
Die Verteidigung der Eagles erlaubte nur 4.904 Yards (viertbester Wert der Liga). Defensive Tackle Fletcher Cox wurde zum dritten Mal in seiner Karriere zum Pro Bowl berufen, mit 5,5 Sacks und 2 Fumble Recoveries (das Erobern des Balls nach dem Fumble). Auch Defensive End Chris Long, mit 5 Sacks und 4 erzwungenen Fumbles, sowie Defensive End Brandon Graham, mit 9,5 Sacks und 2 erzwungenen Fumbles, hatten einen großen Anteil daran. Linebacker Nigel Bradham konnte insgesamt 88 Tackles setzen (61 Solo Tackles und 27 Assistent Tackles) und 8 Pässe verhindern. Pro-Bowl-Strong-Safety Malcolm Jenkins, konnte insgesamt 69 Tackles setzen (57 Solo Tackles und 12 Assistent Tackles), 8 Pässe verhindern und erzielte 2 Interceptions. Cornerback Patrick Robinson erzielte 4 Interceptions und verhinderte 18 Pässe. Cornerback Jalen Mills verhinderte 14 Pässe, erzielte 3 Interceptions inkl. 1 Touchdown und konnte insgesamt 64 Tackles setzen (51 Solo Tackles und 13 Assistent Tackles). Der Rookie Rasul Douglas konnte in seiner ersten Profi-Saison 11 Pässe verhindern.
In den Playoffs mussten die Eagles erst in der Divisional Round antreten, dort besiegten die Eagles die Atlanta Falcons mit 15:10 und erzielten ihren einzigen Touchdown mit einem Laufspiel von Runningback LeGarrette Blount. Im NFC Championship Game besiegten die Eagles die Minnesota Vikings mühelos mit 38:7. Obwohl die Vikings mit einem Touchdown und einem Extrapunkt in Führung gingen, dominierten die Eagles alle Phasen des Spiels und zwangen Vikings Quarterback Case Keenum zu drei Turnover (ein Fumble und zwei Interceptions). Unterdessen hatte Nick Foles eines der besten Spiele seiner Karriere: er warf 3 Touchdowns bei 353 Yards und erzielte ein Quarterback Rating von 141,4.

### New England Patriots
| AFC East             |    |    |   |       |     |     |       |     |      |       |
| Team                 | S  | N  | U | SQ    | P+  | P−  | Diff. | DIV | CONF | Serie |
| New England Patriots | 13 | 3  | 0 | 0,813 | 458 | 296 | +162  | 5–1 | 10–2 | 3S    |
| Buffalo Bills        | 9  | 7  | 0 | 0,563 | 302 | 359 | −57   | 3–3 | 7–5  | 1S    |
| Miami Dolphins       | 6  | 10 | 0 | 0,375 | 281 | 393 | −112  | 2–4 | 5–7  | 3N    |
| New York Jets        | 5  | 11 | 0 | 0,313 | 298 | 382 | −84   | 2–4 | 5–7  | 4N    |

Die New England Patriots unter Head Coach Bill Belichick holten die American Football Conference, nachdem sie die Regular Season mit einer Bilanz von 13:3 auf Platz 1 der AFC-Setzliste beendeten. Das Team ist mit zwei Niederlagen aus den ersten vier Spielen in die Saison gestartet und gehörte zu dem Zeitpunkt zu den schlechtesten Verteidigungen der Liga. Die Defense erlaubte den gegnerischen Quarterbacks ein durchschnittliches Quarterback Rating von 116,5 (schlechtester Wert der Liga), 1.296 gepasste Yards (schlechtester Wert der Liga), 15 Touchdowns (zweitschlechtester Wert der Liga) sowie rund 5,1 Rushing-Yards pro Versuch (zweitschlechtester Wert der Liga) und ließ dreimal über 30 Punkte zu. Darüber hinaus erlitt Wide Receiver Julian Edelman im dritten Preseason-Spiel gegen die Detroit Lions einen Kreuzbandriss und fiel für die gesamte Saison aus – einer der wichtigsten Passempfänger der Patriots. Die Patriots konnten sich aber ab der fünften Woche stabilisieren, sie gewannen 11 der letzten 12 Regular-Season-Spiele; ihre einzige Niederlage war in Woche 14 gegen die Miami Dolphins mit 27:20. Die Defense der Patriots gehörte in der Regular Season in einigen Kategorien zu den schlechtesten der Liga: So erlaubten sie 366 Yards pro Spiel (Platz 29) bei 5,7 Yards pro Spielzug (Platz 31) sowie 251,2 gepasste Yards pro Spiel (Platz 30) bei 7,3 Yards pro Pass (Platz 25) und 114,8 Rushing-Yards pro Spiel (Platz 20) bei 4,7 Yards pro Lauf (Platz 30). Gleichzeitig ließ die Defense nur 33 Touchdowns (Platz 5) und 18,5 Punkte pro Spiel (Platz 5) zu. Defensive End Trey Flowers führte die Defense mit 6,5 Sacks und 2 erzwungenen Fumbles. Free Safety Devin McCourty konnte insgesamt 94 Tackles beitragen (77 Solo Tackles und 17 Assist Tackles), 1 Pass verhindern und erzielte 1 Interception, während Linebacker Kyle Van Noy zu insgesamt 73 Tackles (58 Solo Tackles und 15 Assist Tackles) und 5,5 Sacks beitragen konnte. Die Patriots hatten auch eine gute Secondary, angeführt von Cornerback Malcolm Butler mit 3 erzwungene Fumbles, 2 Interceptions und 12 verhinderten Pässen sowie Stephon Gilmore mit 2 Interceptions, 47 Solo Tackles und 9 verhinderten Pässen als auch Safety Patrick Chung mit insgesamt 78 Tackles (67 Solo Tackles und 11 Assistent Tackles), 2 Fumble Recoveries und 1 Interception sowie Duron Harmon mit 4 Interceptions.
Die Offensive der Patriots führte die Liga mit 6.307 gewonnenen Yards an und erzielte 458 Punkte (zweitbester Wert der Liga). Der 40-jährige Quarterback Tom Brady beendete seine 18. Profi-Saison mit 32 Touchdowns bei 4.577 Yards und nur acht Interceptions, wodurch er zum 13. Mal in seiner Karriere zum Pro Bowl gewählt wurde. Als wichtigster Neuzugang erwies sich der Wide Receiver Brandin Cooks, der 65 Pässe für 1.082 Yards und 7 Touchdowns fing und den verletzten Julian Edelman gleichwertig ersetzen konnte. Tight End Rob Gronkowski, der in der vergangenen Saison nur acht Spiele bestreiten konnte, erlebte eine verletzungsfreie Saison und beendete die Regular Season mit 69 gefangenen Pässen für 1.084 Yards und 8 Touchdowns. Ein weiterer wichtiger Passempfänger war der Wide Receiver und Punt Returner Danny Amendola, der 61 Pässe für 659 Yards fing sowie weitere 240 Yards durch 27 Punt Returns eroberte. Die Patriots hatten auch mehrere solide Runningbacks. Mit dem Verlust von Runningback LeGarrette Blount, der als Free Agent zu den Eagles wechselte, übernahm Dion Lewis die Rolle als Starter-Runningback und erzielte im Laufspiel 896 Yards und 6 Touchdowns, obwohl er nur in 8 von 16 Regular-Season-Spielen in der Startaufstellung stand. Zudem fing Lewis auch 32 Pässe für 214 Yards und 2 Touchdowns und eroberte darüber hinaus 570 Yards mit einem weiteren Touchdown durch 23 Kickoff Returns. Außerdem erwies sich Runningback Rex Burkhead mit 518 erspielten Yards – bei 264 Rushing Yards und 254 Receiving Yards – als Allzweckwaffe, der 8 Touchdowns beisteuern konnte. Als weitere Option erwies sich Runningback James White, der 56 Pässe für 429 Yards und 3 Touchdowns fing und weitere 171 Yards im Laufspiel eroberte. Unterstützung bekamen die Runningbacks durch den Fullback James Develin, der zum ersten Mal in seiner Karriere zum Pro Bowl berufen wurde. Der Gunner Matthew Slater wurde zum siebten Mal in Folge zum Pro Bowl gewählt, der die gegnerischen Kick und Punt Returner am besten neutralisieren konnte.
In den Playoffs mussten die Patriots erst in der Divisional Round antreten. Sie besiegten zunächst die Tennessee Titans mit 35:14, wobei Tom Brady 3 Touchdowns bei 337 Yards warf und die Defense der Patriots den Quarterback der Titans Marcus Mariota acht Mal zu Boden brachte (Quarterback Sack). Den AFC-Titel sicherten sie sich mit einem 24:20-Sieg gegen die Jacksonville Jaguars. In der ersten Hälfte waren die Patriots durch die starke Defensivarbeit der Jaguars nahezu machtlos und lagen bis kurz vor der Halbzeitpause noch 14:3 zurück, ehe die Patriots noch auf 14:10 verkürzten konnten. Spätestens in der zweiten Hälfte übernahmen die Patriots das Zepter. Während die Jaguars nur noch 6 Punkte durch zwei Field Goals erzielen konnten, erarbeiteten sich die Patriots 14 Punkte durch zwei Touchdowns und zwei Extrapunkte. Sowohl Jaguars-Quarterback Blake Bortles als auch Tom Brady wurden jeweils drei Mal von der gegnerischen Defense zu Boden gebracht.

### Play-offs
Die Play-offs begannen am 6. Januar 2018.
| Setzliste der Playoffs | Setzliste der Playoffs | Setzliste der Playoffs | Setzliste der Playoffs | Setzliste der Playoffs |
| Pos.                   | AFC                    | AFC                    | NFC                    | NFC                    |
| ---------------------- | ---------------------- | ---------------------- | ---------------------- | ---------------------- |
| 1                      | New England Patriots   | Sieger East            | Philadelphia Eagles    | Sieger East            |
| 2                      | Pittsburgh Steelers    | Sieger North           | Minnesota Vikings      | Sieger North           |
| 3                      | Jacksonville Jaguars   | Sieger South           | Los Angeles Rams       | Sieger West            |
| 4                      | Kansas City Chiefs     | Sieger West            | New Orleans Saints     | Sieger South           |
| 5                      | Tennessee Titans       | South                  | Carolina Panthers      | South                  |
| 6                      | Buffalo Bills          | East                   | Atlanta Falcons        | South                  |

|  |                                   |                                   |                                   |             |    |                                    |                  |                  |   |              |                                    |                                    |                                    |                             |                             |                             |              |            |
|  | Wild Card Round                   | Wild Card Round                   | Wild Card Round                   |             |    | Divisional Round                   | Divisional Round | Divisional Round |   |              | Conference Championships           | Conference Championships           | Conference Championships           |                             |                             | Super Bowl                  | Super Bowl   | Super Bowl |
|  | Wild Card Round                   | Wild Card Round                   | Wild Card Round                   |             |    | Divisional Round                   | Divisional Round | Divisional Round |   |              | Conference Championships           | Conference Championships           | Conference Championships           |                             |                             | Super Bowl                  | Super Bowl   | Super Bowl |
|  |                                   |                                   |                                   |             |    |                                    |                  |                  |   |              |                                    |                                    |                                    |                             |                             |                             |              |            |
|  |                                   |                                   |                                   |             |    | 13. Jan. – Gillette Stadium        |                  |                  |   |              |                                    |                                    |                                    |                             |                             |                             |              |            |
|  | 6. Jan. – Arrowhead Stadium       |                                   |                                   |             |    |                                    |                  |                  |   |              |                                    |                                    |                                    |                             |                             |                             |              |            |
|  |                                   |                                   | 1                                 | New England | 35 |                                    |                  |                  |   |              |                                    |                                    |                                    |                             |                             |                             |              |            |
|  | 4                                 | Kansas City                       | 1                                 | New England | 35 | 21                                 |                  |                  |   |              |                                    |                                    |                                    |                             |                             |                             |              |            |
|  | 4                                 | Kansas City                       |                                   |             | 5  | 21                                 | Tennessee        | 14               |   |              | 21. Jan. – Gillette Stadium        | 21. Jan. – Gillette Stadium        | 21. Jan. – Gillette Stadium        |                             |                             |                             |              |            |
|  | 5                                 | Tennessee                         | 22                                |             |    |                                    |                  | 14               |   |              |                                    | 21. Jan. – Gillette Stadium        | 21. Jan. – Gillette Stadium        |                             |                             |                             |              |            |
|  | 5                                 | Tennessee                         | 22                                |             |    |                                    |                  |                  | 1 | New England  | 24                                 |                                    |                                    |                             |                             |                             |              |            |
|  |                                   |                                   |                                   |             |    |                                    |                  |                  | 1 | New England  | 24                                 |                                    |                                    |                             |                             |                             |              |            |
|  |                                   |                                   |                                   |             |    |                                    |                  |                  |   |              | 3                                  | Jacksonville                       | 20                                 |                             |                             |                             |              |            |
|  |                                   |                                   |                                   |             |    | 14. Jan. – Heinz Field             |                  |                  |   |              | 3                                  | Jacksonville                       | 20                                 |                             |                             |                             |              |            |
|  | 7. Jan. – EverBank Field          | 7. Jan. – EverBank Field          | 7. Jan. – EverBank Field          |             |    | AFC Championship                   | AFC Championship | AFC Championship |   |              |                                    |                                    |                                    |                             |                             |                             |              |            |
|  | 7. Jan. – EverBank Field          | 7. Jan. – EverBank Field          | 7. Jan. – EverBank Field          |             |    | AFC Championship                   | AFC Championship | AFC Championship | 2 | Pittsburgh   | 42                                 |                                    |                                    |                             |                             |                             |              |            |
|  | 3                                 | Jacksonville                      | 10                                |             |    |                                    |                  |                  | 2 | Pittsburgh   | 42                                 |                                    |                                    |                             |                             |                             |              |            |
|  | 3                                 | Jacksonville                      | 10                                |             |    | 3                                  | Jacksonville     | 45               |   |              |                                    |                                    |                                    | 4. Feb. – U.S. Bank Stadium | 4. Feb. – U.S. Bank Stadium | 4. Feb. – U.S. Bank Stadium |              |            |
|  | 6                                 | Buffalo                           | 3                                 |             |    | 3                                  | Jacksonville     | 45               |   |              |                                    |                                    |                                    | 4. Feb. – U.S. Bank Stadium | 4. Feb. – U.S. Bank Stadium | 4. Feb. – U.S. Bank Stadium |              |            |
|  | 6                                 | Buffalo                           | 3                                 |             |    |                                    |                  |                  |   |              |                                    |                                    |                                    | A1                          | New England                 | 33                          |              |            |
|  |                                   |                                   |                                   |             |    |                                    |                  |                  |   |              |                                    |                                    |                                    | A1                          | New England                 | 33                          |              |            |
|  |                                   |                                   |                                   |             |    |                                    |                  |                  |   |              |                                    |                                    |                                    |                             |                             | N1                          | Philadelphia | 41         |
|  |                                   |                                   |                                   |             |    | 13. Jan. – Lincoln Financial Field |                  |                  |   |              |                                    |                                    |                                    |                             |                             | N1                          | Philadelphia | 41         |
|  | 6. Jan. – L.A. Memorial Coliseum  | 6. Jan. – L.A. Memorial Coliseum  | 6. Jan. – L.A. Memorial Coliseum  |             |    |                                    |                  |                  |   |              | Super Bowl LII                     | Super Bowl LII                     | Super Bowl LII                     |                             |                             |                             |              |            |
|  | 6. Jan. – L.A. Memorial Coliseum  | 6. Jan. – L.A. Memorial Coliseum  | 6. Jan. – L.A. Memorial Coliseum  |             |    | 1                                  | Philadelphia     | 15               |   |              | Super Bowl LII                     | Super Bowl LII                     | Super Bowl LII                     |                             |                             |                             |              |            |
|  | 3                                 | L.A. Rams                         | 13                                |             |    | 1                                  | Philadelphia     | 15               |   |              |                                    |                                    |                                    |                             |                             |                             |              |            |
|  | 3                                 | L.A. Rams                         | 13                                |             |    | 6                                  | Atlanta          | 10               |   |              | 21. Jan. – Lincoln Financial Field | 21. Jan. – Lincoln Financial Field | 21. Jan. – Lincoln Financial Field |                             |                             |                             |              |            |
|  | 6                                 | Atlanta                           | 26                                |             |    | 6                                  | Atlanta          | 10               |   |              |                                    | 21. Jan. – Lincoln Financial Field | 21. Jan. – Lincoln Financial Field |                             |                             |                             |              |            |
|  | 6                                 | Atlanta                           | 26                                |             |    |                                    |                  |                  | 1 | Philadelphia | 38                                 |                                    |                                    |                             |                             |                             |              |            |
|  |                                   |                                   |                                   |             |    |                                    |                  |                  | 1 | Philadelphia | 38                                 |                                    |                                    |                             |                             |                             |              |            |
|  |                                   |                                   |                                   |             |    |                                    |                  |                  |   |              | 2                                  | Minnesota                          | 7                                  |                             |                             |                             |              |            |
|  |                                   |                                   |                                   |             |    | 14. Jan. – U.S. Bank Stadium       |                  |                  |   |              | 2                                  | Minnesota                          | 7                                  |                             |                             |                             |              |            |
|  | 7. Jan. – Mercedes-Benz Superdome | 7. Jan. – Mercedes-Benz Superdome | 7. Jan. – Mercedes-Benz Superdome |             |    | NFC Championship                   | NFC Championship | NFC Championship |   |              |                                    |                                    |                                    |                             |                             |                             |              |            |
|  | 7. Jan. – Mercedes-Benz Superdome | 7. Jan. – Mercedes-Benz Superdome | 7. Jan. – Mercedes-Benz Superdome |             |    | NFC Championship                   | NFC Championship | NFC Championship | 2 | Minnesota    | 29                                 |                                    |                                    |                             |                             |                             |              |            |
|  | 4                                 | New Orleans                       | 31                                |             |    |                                    |                  |                  | 2 | Minnesota    | 29                                 |                                    |                                    |                             |                             |                             |              |            |
|  | 4                                 | New Orleans                       | 31                                |             |    | 4                                  | New Orleans      | 24               |   |              |                                    |                                    |                                    |                             |                             |                             |              |            |
|  | 5                                 | Carolina                          | 26                                |             |    | 4                                  | New Orleans      | 24               |   |              |                                    |                                    |                                    |                             |                             |                             |              |            |
|  | 5                                 | Carolina                          | 26                                |             |    |                                    |                  |                  |   |              |                                    |                                    |                                    |                             |                             |                             |              |            |

## Startaufstellung
Die Startaufstellungen der beiden Mannschaften sah wie folgt aus:
| Philadelphia          | Position | New England     |
| --------------------- | -------- | --------------- |
| Offense               |          |                 |
| Alshon Jeffery        | WR       | Brandin Cooks   |
| Halapoulivaati Vaitai | LT       | Nate Solder     |
| Stefen Wisniewski     | LG       | Joe Thuney      |
| Jason Kelce           | C        | David Andrews   |
| Brandon Brooks        | RG       | Shaq Mason      |
| Lane Johnson          | RT       | Cameron Fleming |
| Zach Ertz             | TE       | Rob Gronkowski  |
| Nelson Agholor        | WR       | Chris Hogan     |
| Torrey Smith          | WR/FB    | James Develin   |
| LeGarrette Blount     | RB       | Dion Lewis      |
| Nick Foles            | QB       | Tom Brady       |
| Defense               |          |                 |
| Vinny Curry           | DE/LE    | Trey Flowers    |
| Timmy Jernigan        | DT       | Lawrence Guy    |
| Fletcher Cox          | DT       | Malcom Brown    |
| Brandon Graham        | DE/LB    | James Harrison  |
| Mychal Kendricks      | OLB/LB   | Kyle Van Noy    |
| Nigel Bradham         | OLB/LB   | Elandon Roberts |
| Jalen Mills           | CB/RCB   | Stephon Gilmore |
| Ronald Darby          | CB/LCB   | Eric Rowe       |
| Corey Graham          | S        | Patrick Chung   |
| Rodney McLeod         | S        | Devin McCourty  |
| Malcolm Jenkins       | S        | Duron Harmon    |

## Spielzusammenfassung
| Quarter | Spielzeit | Spielzug (Drive)  | Spielzug (Drive) | Spielzug (Drive)       | Team     | Informationen zum Punktgewinn | Punkte | Punkte   |
| Quarter | Spielzeit | Spielzüge (plays) | Raumgewinn       | Dauer des Ballbesitzes | Team     | Informationen zum Punktgewinn | Eagles | Patriots |
| ------- | --------- | ----------------- | ---------------- | ---------------------- | -------- | --- | ------ | -------- |
| 1       | 7:55      | 14 plays          | 67 Yards         | 7:05                   | Eagles   | 23-Yard Field Goal von Elliott | 3      | 0        |
| 1       | 4:17      | 9 plays           | 67 Yards         | 3:38                   | Patriots | 26-Yard Field Goal von Gostkowski | 3      | 3        |
| 1       | 2:34      | 3 plays           | 77 Yards         | 1:43                   | Eagles   | Jeffery mit einem 34-Yard Touchdown, nach dem Zuspiel von Foles; Point after touchdown (PAT) nicht erfolgreich von Elliott (weit rechts vorbei) | 9      | 3        |
| 2       | 8:48      | 6 plays           | 65 Yards         | 3:05                   | Eagles   | Blount mit einem 21-Yard Touchdown Lauf; Two-Point Conversion nicht erfolgreich                                                                 | 15     | 3        |
| 2       | 7:24      | 5 plays           | 48 Yards         | 1:24                   | Patriots | 45-Yard Field Goal von Gostkowski | 15     | 6        |
| 2       | 2:04      | 7 plays           | 90 Yards         | 2:57                   | Patriots | White mit einem 26-Yard Touchdown Lauf; PAT nicht erfolgreich verwandelt von Gostkowski (weit links vorbei)                                     | 15     | 12       |
| 2       | 0:34      | 7 plays           | 70 Yards         | 1:30                   | Eagles   | Foles als Receiver mit einem 1-Yard Touchdown nach Pass von Burton, der berühmte Philly Special; PAT erfolgreich verwandelt von Elliott         | 22     | 12       |
| 3       | 12:15     | 8 plays           | 75 Yards         | 2:45                   | Patriots | Gronkowski mit einem 5-Yard Touchdown, nach dem Zuspiel von Brady; PAT erfolgreich verwandelt von Gostkowski                                    | 22     | 19       |
| 3       | 7:18      | 11 plays          | 85 Yards         | 4:57                   | Eagles   | Clement mit einem 22-Yard Touchdown, nach dem Zuspiel von Foles; PAT erfolgreich verwandelt von Elliott                                         | 29     | 19       |
| 3       | 3:23      | 7 plays           | 75 Yards         | 3:55                   | Patriots | Hogan mit einem 26-Yard Touchdown, nach dem Zuspiel von Brady; PAT erfolgreich verwandelt von Gostkowski                                        | 29     | 26       |
| 4       | 14:09     | 8 plays           | 51 Yards         | 4:14                   | Eagles   | 23-Yard Field Goal von Elliott | 32     | 26       |
| 4       | 9:22      | 10 plays          | 75 Yards         | 4:47                   | Patriots | Gronkowski mit einem 4-Yard Touchdown, nach dem Zuspiel von Brady; PAT erfolgreich verwandelt von Gostkowski                                    | 32     | 33       |
| 4       | 2:21      | 14 plays          | 75 Yards         | 7:01                   | Eagles   | Ertz mit einem 11-Yard Touchdown, nach dem Zuspiel von Foles; Two-Point Conversion nicht erfolgreich                                            | 38     | 33       |
| 4       | 1:05      | 4 plays           | 4 Yards          | 1:04                   | Eagles   | 46-Yard Field Goal von Elliott | 41     | 33       |

## Rahmenprogramm und Halbzeitshow
Vor dem Spiel
Unmittelbar vor dem Anstoß des Spiels sang Leslie Odom Jr. „America the Beautiful“, während
Pink die US-amerikanische Nationalhymne sang.
Halbzeitshow

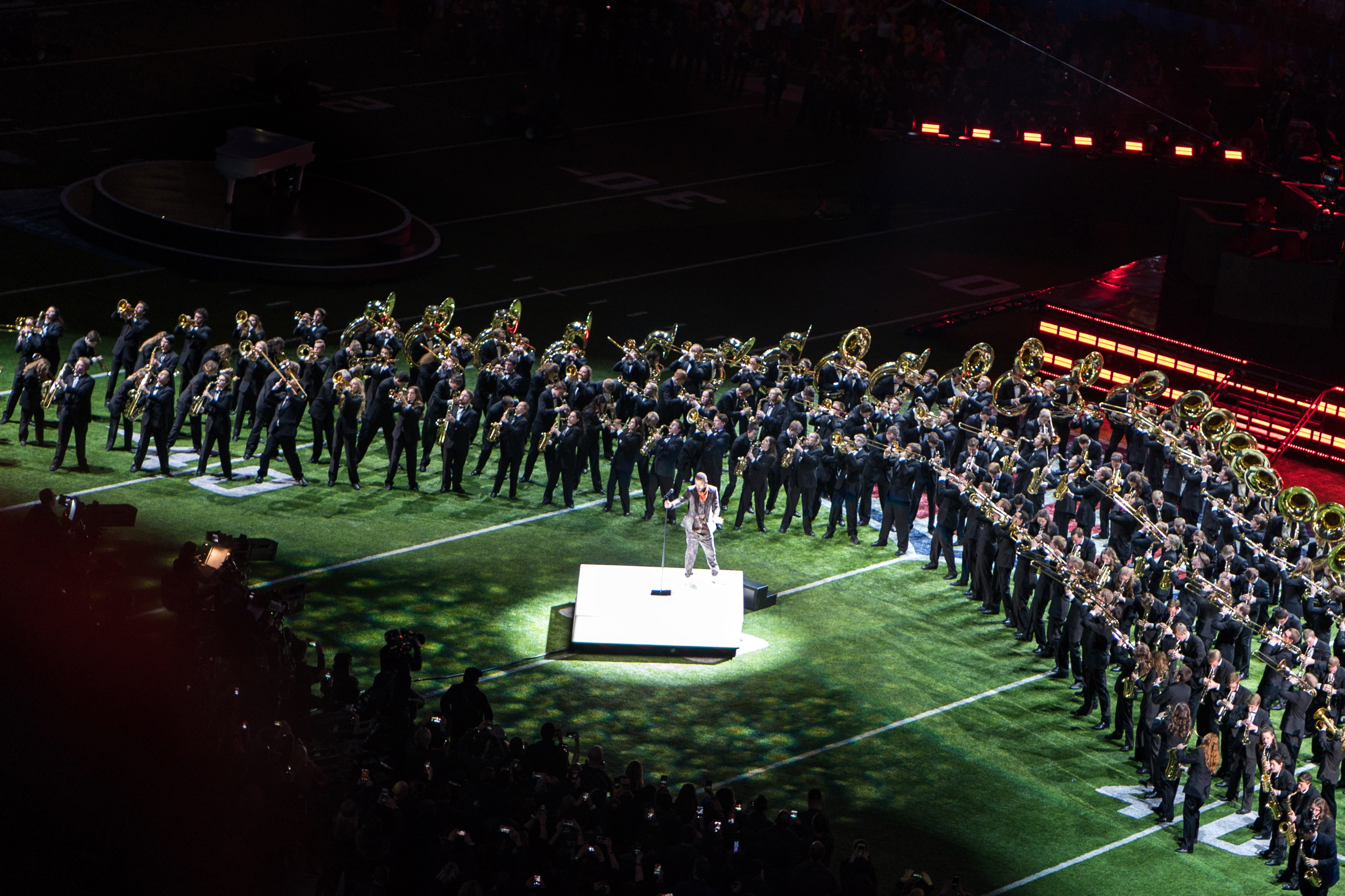
Justin Timberlake mit der Marching Band der University of Minnesota

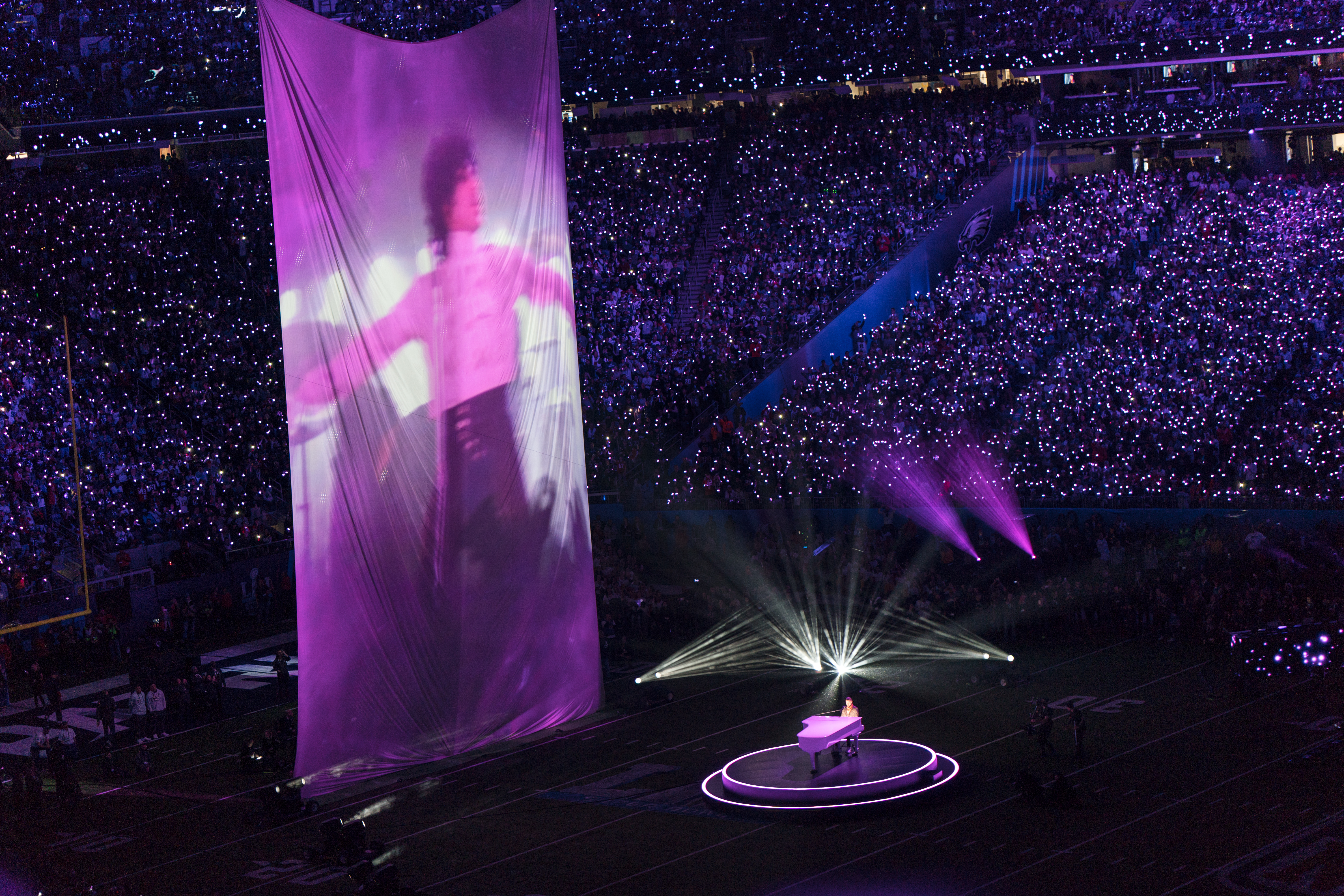
Justin Timberlake spielt I Would Die 4 U, während Prince auf der Leinwand zu sehen ist.

Justin Timberlake trat zum dritten Mal nach 2001 (mit *NSYNC) und 2004 (mit Janet Jackson) als Headliner der Halftime-Show auf, er wurde von seiner Band „Tennessee Kids“ unterstützt. Er sang insgesamt elf Songs. Höhepunkt der Halbzeitshow war die Hommage an Prince, welcher 2016 in seiner Heimatstadt Minneapolis verstarb: Justin Timberlake spielte I Would Die 4 U von Prince, wobei der verstorbene Musiker auf einer großen Leinwand projiziert wurde. Eine Luftaufnahme zeigte die Innenstadt von Minneapolis, die mit lilafarbenen Lichtern bedeckt war und sich in Prince’ Markenzeichen – dem Love Symbol (eine Kombination aus Mars- und Venussymbol) – verwandelte, mit dem Stadion in der Mitte. Zum ersten Mal seit dem Super Bowl XLVI im Jahr 2012 wurde während der gesamten Halbzeitshow keine Pyrotechnik verwendet. Die Show setzte für visuelle Effekte hauptsächlich auf Lasershow, Lichteffekte und Videoprojektionen.
Justin Timberlake präsentierte folgende Songs (in chronologischer Reihenfolge):
1. Filthy
2. Rock Your Body
3. Señorita
4. SexyBack
5. My Love
6. Cry Me a River (mit einigen Elementen aus Kashmir)
7. Suit & Tie (unterstützt von der „University of Minnesota Marching Band“)
8. Until the End of Time
9. I Would Die 4 U (Coverversion von Prince)
10. Mirrors
11. Can’t Stop the Feeling!

## TV-Übertragung
In den Vereinigten Staaten wurde der Super Bowl von NBC übertragen; die Kommentatoren waren Al Michaels und Cris Collinsworth. Mit 103,4 Millionen Zuschauern stellte die Übertragung den niedrigsten Wert seit dem Super Bowl XLIV im Jahr 2010 (106,5 Mio.). Die Übertragung landete auf Platz 10 der Allzeit-Quotenhits der USA. Weitere 2,6 Millionen Zuschauer sahen das Spiel über mehrere Streamingdienste. Die Halbzeitshow verzeichnete 106,6 Millionen Zuschauer.
In Großbritannien wurde das Spiel live bei BBC gezeigt. Außerdem war es auch beim Pay-TV-Sender Sky Sports erhältlich.
In Deutschland und der Schweiz wurde das Spiel bei ProSieben sowie auf ran.de übertragen. Bei ProSieben wurde es von Jan Stecker, Patrick Esume und Sebastian Vollmer kommentiert. In Österreich zeigte Puls 4 den Super Bowl. Die Übertragung fand in der Albert-Schultz-Halle, der Heimstätte der Vienna Capitals statt. Der gebührenpflichtige Streamingdienst DAZN übertrug ebenfalls in die DACH-Staaten und bot neben deutschem Kommentar mit Günter Zapf und Björn Werner auch den englischen Originalkommentar an.
Einschaltquoten der Übertragung bei ProSieben:
|                             | Zuschauerzahl ab 3 Jahren                  | Marktanteil ab 3 Jahren              | Zuschauerzahl 14- bis 49-Jährige           | Marktanteil 14- bis 49-Jährige       |
| --------------------------- | ------------------------------------------ | ------------------------------------ | ------------------------------------------ | ------------------------------------ |
| Vorberichte                 | 1,41 Mio.                                  | 8,8 %                                | 0,94 Mio.                                  | 16,3 %                               |
| 1. Viertel                  | 1,62 Mio.                                  | 19,7 %                               | 1,04 Mio.                                  | 30,8 %                               |
| 2. Viertel                  | 1,48 Mio.                                  | 25,4 %                               | 0,99 Mio.                                  | 37,7 %                               |
| Halbzeitshow                | 1,21 Mio.                                  | 26,0 %                               | 0,91 Mio.                                  | 44,4 %                               |
| 3. Viertel                  | 1,13 Mio. (bis 3 Uhr) 1,31 Mio. (ab 3 Uhr) | 28,3 % (bis 3 Uhr) 34,1 % (ab 3 Uhr) | 0,81 Mio. (bis 3 Uhr) 0,94 Mio. (ab 3 Uhr) | 44,4 % (bis 3 Uhr) 51,0 % (ab 3 Uhr) |
| 4. Viertel                  | 1,29 Mio.                                  | 34,9 %                               | 0,94 Mio.                                  | 51,7 %                               |
| Siegerehrung & Nachberichte | 0,77 Mio.                                  | 23,4 %                               | 0,57 Mio.                                  | 37,4 %                               |

## Sonstiges
US-Präsident Donald Trump verweigerte sich der Tradition, vor dem Super Bowl ein Fernsehinterview zu geben.